# 하네다 (오타구)

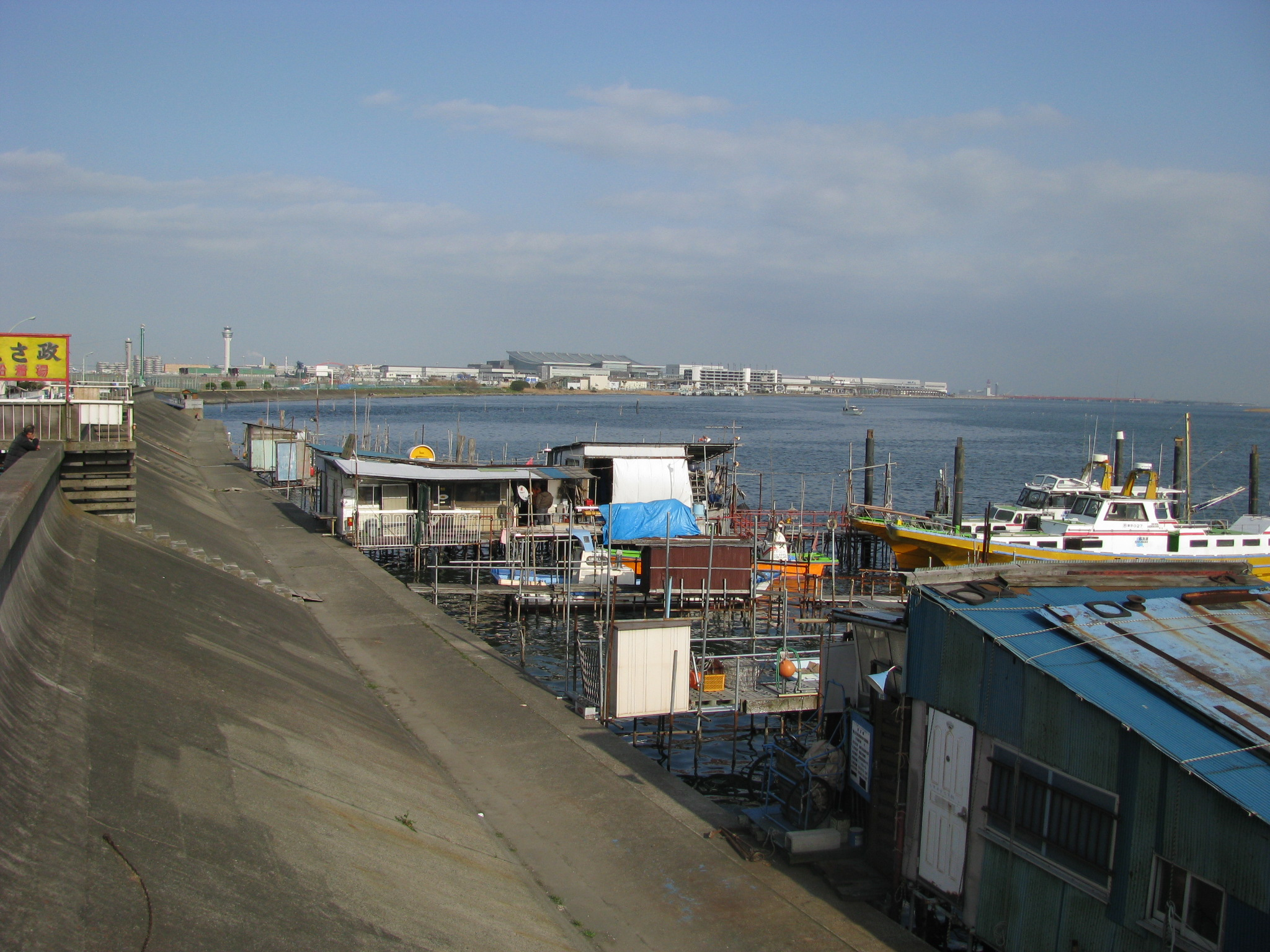

하네다(일본어: 羽田)는 일본 도쿄도 오타구의 정(町) 이름으로, 하네다 1초메(一丁目)부터 6초메(六丁目)까지 포함되어 있다.

## 인구[4]
| 연월일     | 잇초메(一丁目) | 니초메(二丁目) | 산초메(三丁目) | 욘초메(四丁目) | 고초메(五丁目) | 로쿠초메(六丁目) | 합계   |
| 2013/01/01 | 2,413          | 2,043          | 2,511          | 2,615          | 3,060          | 2,392            | 15,034 |
| 2014/01/01 | 2,401          | 2,010          | 2,512          | 2,594          | 3,011          | 2,365            | 14,893 |
| 2015/01/01 | 2,417          | 1,987          | 2,496          | 2,609          | 2,965          | 2,354            | 14,828 |
| 2016/01/01 | 2,451          | 1,997          | 2,495          | 2,552          | 2,981          | 2,316            | 14,792 |
| 2016/05/01 | 2,433          | 2,037          | 2,508          | 2,537          | 2,960          | 2,327            | 14,802 |

## 교통
- 철도
  - 게이힌 급행 전철 공항선: 아나모리이나리 역
- 도로
  - 국도 제131호선
  - 도쿄 도도 제311호선(칸파치)